# Gerino Gerini
Gerino Antonio Achille Gerini (* 10. August 1928 in Rom; † 17. April 2013 in Cremona) war ein italienischer Rennfahrer.

## Karriere
Als enger Freund Jean Behras konnte er sich 1956 einen privaten Maserati 250F der Officine Alfieri Maserati leisten. Sein bestes Ergebnis vermochte er in der Automobil-Weltmeisterschaft 1956 beim Grand Prix von Argentinien in Buenos Aires zu erzielen, als er sich den Monoposto mit dem brasilianischen Piloten Chico Landi teilte und einen vierten Platz erzielte.
Der notorische Kettenraucher Gerini kehrte erst zwei Jahre später zu einigen Rennen in den Formel-1-Zirkus zurück. Sein Wagen war jedoch nun technisch überholt und erlaubte ihm keine vorzeigbaren Ergebnisse mehr, sodass er sich vom Motorsport verabschiedete.
Anschließend stieg er in den Autohandel ein; er öffnete Lamborghini-Filialen in Italien, den Niederlanden und der Schweiz und lebte bis zu seinem Tod in seinem Haus in Florenz.

## Statistik

### Statistik in der Automobil-Weltmeisterschaft

#### Gesamtübersicht
| Saison | Team                      | Chassis       | Motor           | Rennen | Siege | Zweiter | Dritter | Poles | schn. Rennrunden | Punkte | WM-Pos. |
| ------ | ------------------------- | ------------- | --------------- | ------ | ----- | ------- | ------- | ----- | ---------------- | ------ | ------- |
| 1956   | Officine Alfieri Maserati | Maserati 250F | Maserati 2.5 L6 | 1      | −     | −       | −       | −     | −                | 1,5    | 25.     |
| 1956   | Scuderia Guastalla        | Maserati 250F | Maserati 2.5 L6 | 1      | −     | −       | −       | −     | −                | 1,5    | 25.     |
| 1958   | Scuderia Centro Sud       | Maserati 250F | Maserati 2.5 L6 | 4      | −     | −       | −       | −     | −                | −      | NC      |
| Gesamt | Gesamt                    | Gesamt        | Gesamt          | 6      | −     | −       | −       | −     | −                | 1,5    |         |

#### Einzelergebnisse
| Saison | 1   | 2 | 3 | 4 | 5 | 6   | 7  | 8 | 9   | 10 | 11 |
| ------ | --- | - | - | - | - | --- | -- | - | --- | -- | -- |
| 1956   |     |   |   |   |   |     |    |   |     |    |    |
| 4      |     |   |   |   |   |     | 10 |   |     |    |    |
| 1958   |     |   |   |   |   |     |    |   |     |    |    |
|        | DNQ |   |   |   | 9 | DNF |    |   | DNF | 12 |    |

| Legende  | Legende            | Legende                                                          |
| Farbe    | Abkürzung          | Bedeutung                                                        |
| -------- | ------------------ | ---------------------------------------------------------------- |
| Gold     | –                  | Sieg                                                             |
| Silber   | –                  | 2. Platz                                                         |
| Bronze   | –                  | 3. Platz                                                         |
| Grün     | –                  | Platzierung in den Punkten                                       |
| Blau     | –                  | Klassifiziert außerhalb der Punkteränge                          |
| Violett  | DNF                | Rennen nicht beendet (did not finish)                            |
| Violett  | NC                 | nicht klassifiziert (not classified)                             |
| Rot      | DNQ                | nicht qualifiziert (did not qualify)                             |
| Rot      | DNPQ               | in Vorqualifikation gescheitert (did not pre-qualify)            |
| Schwarz  | DSQ                | disqualifiziert (disqualified)                                   |
| Weiß     | DNS                | nicht am Start (did not start)                                   |
| Weiß     | WD                 | zurückgezogen (withdrawn)                                        |
| Hellblau | PO                 | nur am Training teilgenommen (practiced only)                    |
| Hellblau | TD                 | Freitags-Testfahrer (test driver)                                |
| ohne     | DNP                | nicht am Training teilgenommen (did not practice)                |
| ohne     | INJ                | verletzt oder krank (injured)                                    |
| ohne     | EX                 | ausgeschlossen (excluded)                                        |
| ohne     | DNA                | nicht erschienen (did not arrive)                                |
| ohne     | C                  | Rennen abgesagt (cancelled)                                      |
| ohne     | keine WM-Teilnahme |                                                                  |
| sonstige | P/fett             | Pole-Position                                                    |
| sonstige | 1/2/3/4/5/6/7/8    | Punktplatzierung im Sprint-/Qualifikationsrennen                 |
| sonstige | SR/kursiv          | Schnellste Rennrunde                                             |
| sonstige | *                  | nicht im Ziel, aufgrund der zurückgelegten Distanz aber gewertet |
| sonstige | ()                 | Streichresultate                                                 |
| sonstige | unterstrichen      | Führender in der Gesamtwertung                                   |

### Einzelergebnisse in der Sportwagen-Weltmeisterschaft
| Saison | Team                 | Rennwagen          | 1   | 2   | 3   | 4   | 5   | 6   | 7   |
| ------ | -------------------- | ------------------ | --- | --- | --- | --- | --- | --- | --- |
| 1953   |                      | Ferrari 212 Export | SEB | MIM | LEM | SPA | NÜR | RTT | CAP |
| 1953   | DNF                  | Ferrari 212 Export |     |     |     |     |     |     |     |
| 1954   |                      | Ferrari 250MM      | BUA | SEB | MIM | LEM | RTT | CAP |     |
| 1954   |                      | Ferrari 250MM      | DNF |     |     |     |     |     |     |
| 1956   | Maserati             | Maserati 300S      | BUA | SEB | MIM | NÜR | KRI |     |     |
| 1956   | Maserati             | Maserati 300S      | DNF |     | DNF |     |     |     |     |
| 1958   |                      | Maserati 200S      | BUA | SEB | TAR | NÜR | LEM | RTT |     |
| 1958   | DNF                  | Maserati 200S      |     |     |     |     |     |     |     |
| 1960   | Scuderia Serenissima | Ferrari 250 GT     | BUA | SEB | TAR | NÜR | LEM |     |     |
| 1960   | Scuderia Serenissima | Ferrari 250 GT     |     |     | 12  | DNF |     |     |     |